# III. Artakhsaszjá perzsa király
III. Artakhsaszjá (görög Ἀρταξέρξης, III. Artaxerxész, óperzsa 𐎠𐎼𐎫𐏋𐎠𐏂𐎠, Artaxšaçā, újperzsa اردشیر, Ardašīr [ærdæˈʃiːr], Kr. e. 425 k. – Kr. e. 338 augusztusa/szeptembere) perzsa király Kr. e. 358-tól haláláig. Melléknevén Ókhosz.

## Élete

### Trónra lépése
II. Artakhsaszjá természetes fiaként született, és édesapja halála, illetve összes rokona kivégeztetése után lépett a trónra. Erélyes és szerencsés király volt, aki az uralkodóház tekintélyét még egyszer egész birodalmában helyreállította.

### Háborúi
A fellázadt Artabaszosz szatrapát legyőzte és Szidónt feldúlta. Háborúiban görög zsoldosok segítették, hadvezére, Mentór Kr. e. 350-ben megtámadta Egyiptomot, mire Nahthórhebit kénytelen volt kincseivel együtt Etiópiába menekülni. Hogy a makedónok előrenyomulásának útját állja, támogatta görögöket.
E kényúrnak sikerült az uralkodóház tekintélyét az egész birodalomban még egyszer helyreállítania.
Később azonban teljesen átengedte magát Bagoasz egyiptomi eunuch befolyásának, aki Kr. e. 338-ban megmérgezte; a trónon fia, Arsaka követte. Egyiptom örömmel fogadta ezt a hírt és legyőzőjének tragikus sorsában megtorlást látott az általa megsértett istenségek részéről. Csakhamar azt beszélték, hogy Bagoasz, mint egyiptomi származású ember, csakis azért ölte meg Artakhsaszját, hogy bosszút álljon rajta az Ápisz meggyilkolásáért; a nagy király tetemét odadobta a macskáknak, maga is evett belőle s a csontjaiból sípokat és késnyeleket csináltatott.

### Krónika

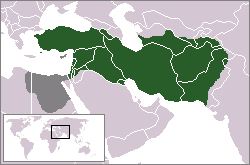
A Birodalom III. Artakhsaszjá alatt

Marcus Iunianus Iustinus így ír Artakhsaszjáról (Világkrónika, X:III):

„III. Az ország öröksége Ochusra szállott, aki (az édesapja ellenihez) hasonló összeesküvéstől tartva, a királyi palotát rokonainak legyilkolásával és a főemberek kiirtásával fertőzte meg: semmiféle könyörület nem volt benne sem a vér, sem a nem, sem a kor iránt, nehogy véletlenül ártatlanabbnak tartsák atyagyilkos testvéreinél! Így mintegy megtisztogatván az országot, háborút indít Cadusia lakói ellen.”